# Крџа
Патка крџа или кржља, кржљура (лат. Anas crecca) врста је патке која се гнезди у умереној зони Евроазије и мигрира на југ за време зимских месеци. Ово је најмања врста патке у Европи, а то је и разлог због кога ова птица носи име крџа на српском (од придева закржљала — недовољно развијена).
То је јако грегарна врста и може формирати велика јата ван сезоне гнежђења. Најчешће се среће на обраслим влажним или воденим стаништима где се храни семеном биљака и воденим бескичмењацима. Северноамеричка крџа (лат. Anas carolinensis) раније се сматрала (по неким ауторима још увек спада) подврстом крџе (лат. Anas crecca).

## Опис
Крџа је најмања незарањајућа патка са дужином тела од 20 до 30 центиметара и просечном масом око 340 грама код мужјака и 320 грама код женки. Дужина крила је између 17,5 и 20,4 центиметра, са распон крила од 53 до 59 центиметара. Дужина кљуна је 3,2–4 центиметра и тарзус између 2,8 и 3,4 центиметра.
Из даљине, мужјак у свадбеном перју изгледа сиво, са црном главом, жутим подрепком и белом линијом дуж бокова тела. Глава је кестењасто обојена, са широком, иридесцентном тамно зеленом маском на лицу полумесечастог облика или облика сузе која креће одмах испред предње ивице ока и иде до половине дужине леђне стране врата. Ова маска је ограничена танком жуто-белом линијом која се протеже од краја маске и иде дуж ивице маске правећи рам око ње. Груди су мрко обојене са малим браон округлим туфнама. Средина стомака је бела, док је остатак тела беличаст са танким и густим црним пецкама због кога изгледа као да је птица сиво обојена чак и са мале даљине. Летна пера су тамно сиво-браон обојена, док је огледало на крилу иридесцентно црно-зелено са белим врховима који образују доњи ивицу огледала, а горњу ивицу образују жута пера покрова летних пера. Унутрашња страна крила је бела, са сивим примарним перима и густо распоређеним црним тачкама на унутрашњим покровним перима и црним врхом. Реп и покров репа је црне боје, са светложутим подрепним регионом облика троугла.
У негнездећој сезони, мужјаци доста личи на женке, много униформије обојени, док су женке браонкасто обојене са мало тамнијим леђима и крилима. Имају тамносиво обојену капу на глави, задњу страну врата, обрву и шаре на перју.
Једногодишње птице су обојене као женке, али имају јаче изражене шаре. Младунци су обојени као и пачићи других незарањајућих патака и оно у чему се разликују је телесна маса, будући да пачићи крџе теже 15 грама по испиљавању.
Кљун мужајака је тамносиве боје, а код еклипсних форми је са зеленкастим или браонкастим нијансама у основи. Кљун женки и једногодишњих птица је розикаст или жућкасто обојен у основи, прелазећи у тамносиву обојеност идући ка врху кљуна.
Током летњих месеци се митаре. Мужјак у еклипсном перју подсећа на женке само са тамним покровним перјем и сивим кљуном. Као и код осталих патака, летна пера се митаре сва симултано и птица је неспособна да лети око 4 недеље.
Ово је јако акустична врста. Мужјаци се оглашавају крик или крилик, нису гласни, али се јасно чују и њихово оглашавање се чује доста далеко. Женке имају слабији кех или неех гак.

## Таксономија
Крџа припада правим крџама, групи малих анатидних незарањајућих патака и близак је сродник глувари (лат. A. platyrhynchos) и осталим припадницима те групе. Формира суперврсту са северноамеричком крџом (лат. Anas carolinensis) и жутокљуном крџом (лат. A. flavirostris). Предложена подврста лат. A. c. nimia са Алеутских острва се разликује у томе што је потоња нешто већа од номиналне врсте лат. A.c.crecca, па се не може узети као добра подврста.
Крџа је научно описана и именована од стране Карла Линеа у његовом 10. издању Systema naturae из 1758. године. Име потиче од латинске речи Anas, што значи "патка" и швед. kricka, што је шведско име за ову врсту.

## Распострањење и станиште
У северној Европи је врло честа, у средњој и јужној знатно ређа и гнезди се спорадично. Ареал гнежђења се простире од 70° до 40° северне географске ширине. Крџа се гнезди широм северне и умерене Евроазије и зимује јужније од свог арела гнежђења. У блажим климатима Европе остаје током читаве године.
Зими је велика густина зимујућих птица око Медитерана, али одлази на запад до Мауританије, на исток до Јапана и Тајвана, а на југу се може срести и у јужној Африци. Лутајуће птице су до сада налажене у Заиру, Малезији, на Гренланду, али и на Маријанским острвима, Палауу и Јапу у Микронезији; мада се регуларно срећу и у Северној Америци поред обала све до Калифорније и Јужне Каролине.
У Србији (Војводини) гнежђење је константовано само на седам локација, што је сврстава у ретке гнездарице. Популација у Србији је малобројна али стабилна. Насељава плитке, муљевите и слатинасте мочваре и баре.
Свеукупно, крџа је ређа од свог северноамеричког сродника, мада је и поред те чињенице још увек доста бројна. Оцена бројности се ради током зимских месеци на традиционалним зимовалиштима, при чему се редовно на Медитерану и региону Црног мора броји и до 750.000 сваке године, око 250.000 у умереној зони западне Европе и више од 110.000 у Јапану. Интернационална Унија за Конзервацију Природе (IUCN) и BirdLife International су класификовали врсту као врста од најмање бриге, јер не среће ниједан од услова за подизање статуса угрожености.
Крџа је врста која је обухваћена Споразумом о заштити афричко-азијских миграторних птица мочварица (AEWA).

## Понашање
Ова врста патке је јако грегарна и током зиме формира велика јата. У лету, како због величине, тако и начина лета, подсећа на шљукарице. Током сезоне гнежђења се среће на затвореним воденим или водоплавним слатководним површинама са високом вегетацијом, као што су мочварне тајге или мала језерца са густим тршћацима. Током зиме се среће у бракичним водама и затвореним лагунама поред обале мора.
Крџа се храни брботањем, слично осталим паткама ове групе. Храну може сакупљати делимичним или потпуним зарањањем, али је то далеко од праве хранидбене стратегије ронећих патака. У гнездећој сезони се храни најчешће воденим бескичмењацима, као што су рачићи, инсекти и њихове ларве, мекушци и разни црви. Преко зиме се окреће граниворној исхрани, хранећи се семеном водених биљака и трава. Дневна је врста током гнездеће сезоне, док током зиме често активно претражује за храном у сумрак или ноћу.
Гнезди се на земљи, близу воде и под заклоном. Парови се формирају током зимских месеци и на гнездећем подручју су заједно од средине марта. Гнежђење стартује пар недења од тог тренутка. Гнездо је дубока рупа у земљи обложена сувом травом, лишћем и паперјем, близу воде. По полегању јаја, мужјаци одлазе ближе или даље, образујући мужјачка јата и крећу са митарењем. Са својим потомцима ће се срести тек у зимским месецима. Гнездо може садржати 5–16 јаја, али је најчешће 8–11 и инкубирају их 21–23 дана. Млади напуштају гнездо убрзо по испиљавању, а са мајком остају око 25–30 дана, после чега постају скоро независни. Мужјаци и женке крџе мигрирају до зимовалишта одвојено. Најдужи животни век регистрован до сада је 27 година (не зна се да ли је обична или северноамеричка крџа). То је дугачак животни век за овако малу птицу.